# The Essential Backstreet Boys
The Essential Backstreet Boys è la terza raccolta della band statunitense Backstreet Boys, pubblicata il 26 settembre 2013 nel Regno Unito e il 22 ottobre 2013 negli Stati Uniti dalle etichette discografiche RCA e Legacy Recordings. Raccoglie tutte le maggiori hits dei precedenti album studio del gruppo dagli esordi (1996) al 2009 più le canzoni  If You Stay (della colonna sonora del film Booty Camp del 1997), e Drowning, singolo inedito della prima raccolta The Hits–Chapter One.

## Tracce

### CD 1
1. Everybody (Backstreet's Back) (extended version) – 4:46 – Backstreet's Back
2. As Long as You Love Me – 3:32 – Backstreet's Back
3. Quit Playing Games (With My Heart) – 3:53 – Backstreet Boys
4. I'll Never Break Your Heart – 4:47 – Backstreet Boys
5. We've Got It Goin' On (radio edit) – 3:40 – Backstreet Boys
6. All I Have to Give – 4:35 – Backstreet's Back
7. The Call – 3:24 – Black & Blue
8. I Want It That Way – 3:34 – Millennium
9. Show Me the Meaning of Being Lonely – 3:55 – Millennium
10. Get Down (You're the One for Me) (LP edit) – 3:51 – Backstreet Boys
11. If You Stay – 4:17 – Booty Call (soundtrack)
12. The One – 3:46 – Millennium
13. Shape of My Heart – 3:51 – Black & Blue
14. More than That – 3:44 – Black & Blue
15. Larger Than Life – 3:52 – Millennium

### CD 2
1. Anywhere for You – 4:40 – Backstreet Boys
2. Just Want You to Know – 3:52 – Never Gone
3. Drowning – 4:28 – The Hits – Chapter One
4. Incomplete – 3:59 – Never Gone
5. Weird World – 4:12 – Never Gone
6. Lose It All – 4:05 – Never Gone
7. Inconsolable – 3:38 – Unbreakable
8. Helpless When She Smiles (radio version) – 4:05 – Unbreakable
9. One in a Million – 3:32 – Unbreakable
10. Crawling Back to You – 3:44 – Never Gone
11. I Still... – 3:49 – Never Gone
12. Straight Through My Heart – 3:28 – This Is Us
13. Bigger – 3:17 – This Is Us
14. Bye Bye Love – 4:20 – This Is Us

## Classifiche
| Classifica (2013)           | Posizione più alta |
| --------------------------- | ------------------ |
| Corea del Sud (Gaon Charts) | 11                 |

## Date di rilascio
| Paese       | Data              | Formato               | Etichetta                |
| ----------- | ----------------- | --------------------- | ------------------------ |
| Regno Unito | 26 settembre 2013 | CD, download digitale | RCA / Legacy Recordings  |
| Stati Uniti | 22 ottobre 2013   | CD, download digitale | RCA / Legacy Recordings  |
| Giappone    | 22 ottobre 2013   | CD, download digitale | Sony Music Japan         |
| Canada      | 22 ottobre 2013   | CD, download digitale | Sony Music Entertainment |
| Taiwan      | 25 ottobre 2013   | CD, download digitale | Sony Music Entertainment |
| Germania    | 3 gennaio 2014    | CD, download digitale | Sony Music Entertainment |